# Zoológico de Moctezuma

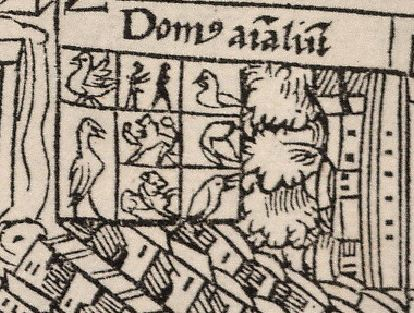
El zoológico de Moctezuma (rotulado "domus animalium", es decir "casa de los animales" en latín) en el mapa de Temixtitán publicado en Nuremberg en 1524, probablemente derivado de un original realizado por Hernán Cortés..

Se denomina Zoológico de Moctezuma, Casa de Aves, Casa de Animales o Casa de Fieras (Totocalli en náhuatl), a una colección zoológica que poseía durante el Período Posclásico mesoamericano el emperador Moctezuma Xocoyotzin (también llamado Moctezuma II), el huey tlatoani de la ciudad mexica de Tenochtitlan durante el contacto con los conquistadores españoles comandados por Hernán Cortés. Lugares de este tipo fueron descritos también para Texcoco, Chapultepec, Huaxtepec (Oaxtepec) y Tezcutzingo.

## Historia
Al llegar en el año 1519 los conquistadores españoles a la ciudad mexica de México-Tenochtitlan, describen que en el palacio del emperador este poseía, además de grandes y cuidados parques y un jardín botánico, una notable colección faunística. Se localizaba al sudoeste del centro ceremonial, en el extremo opuesto al Templo Mayor, en las coordenadas: 19°26′1.56″N 99°8′24.22″O / 19.4337667, -99.1400611. Hoy en dicho lugar se encuentra lo que queda del convento grande de nuestro Padre Dan Francisco, ubicado sobre la avenida Francisco I. Madero, en la manzana limitada por las calles 16 de Septiembre, Gante y Eje Central Lázaro Cárdenas, en el centro histórico de la Ciudad de México.
Las construcciones (llamadas "casas" por los españoles) eran de piedra y madera labrada y estaban rodeadas de pinos. Su función o propósito no es claro. Uno de sus destinos sería servir de solaz del gobernante, su familia, su corte y la élite mexica (no para el pueblo), demostración del poderío del imperio.  Así mismo, se ha propuesto que era un lugar destinado a alojar a los animales que eran traídos desde alejadas regiones, en un organizado flujo constante de especímenes, con el objeto de practicar con ellos sacrificios religiosos, manteniéndolos allí en espera de que llegue la fecha adecuada donde se les daría muerte, garantizándose de este modo una adecuada disponibilidad libre de posibles contratiempos del transporte. Otra posible utilidad, no mencionada por los cronistas pero postulada por los investigadores, sería la de mantener constantemente allí una reserva de animales para servirse de ellos a la hora de precisar elaborar medicamentos, utilizándolos como medicina.
Tampoco está claro si su estructura era la de una única unidad mayor o bien se componía de varias subestructuras o construcciones adyacentes con objetivos disímiles, desplegadas en un espacio muy grande, cada una a su vez subdividía en espacios menores. 
El lugar era atendido por más de 600 empleados, de los cuales 300 atendían en exclusividad a las "fieras" y otros 300 a las aves, a los que se sumaban numerosos "veterinarios". También había artesanos que utilizaban las plumas que se arrancaban a las aves cautivas. En sectores se mantenían gusanos, roedores, venados, aves gallináceas y pavos, muchos de los cuales eran utilizados para alimentar a las especies carniceras.
Acuarios
Entre los recintos más destacados estaban los acuarios o estanques. Tenía 20 estanques, 10 para las especies de agua salada y otros 10 para las de agua dulce. En ellos se mantenían aves acuáticas. En narraciones posteriores a estas se les suman también peces, de los cuales se han exhumado decenas de especies en las excavaciones arqueológicas, aunque pudieron llegar como alimento y no para ser mantenidas vivas. Cada cierto tiempo los acuarios eran vaciados por completo para su limpieza. Entre las aves presentes se enumeran desde diversas garzas y patos hasta ibis y flamencos.
Colección de "fieras"
Un sector estaba destinado para albergar grandes mamíferos, especialmente carnívoros. En las jaulas se mantenían jaguares, pumas, linces, lobos, coyotes, zorros, osos, ocelotes, felinos medianos, pecaríes, bisontes, etc.
Colección de aves rapaces
En ella se mantenían numerosas especies de aves rapaces, desde las grandes águilas reales hasta pequeños halcones. Para cada una el recinto contenía un sector techado y con piso de cerámica y otro al aire libre, cercado por un enmallado construido con madera para evitar que el alojado escape. Tenía dos perchas, una en la parte interna y otra en la externa, de manera que el ave podía volar de una a la otra.
Colección de otras aves
Además del sector de aves rapaces, otro segmento era destinado a otras aves no acuáticas, donde destacaban los loros y guacamayos, pájaros pequeños y coloridos, quetzales y gallináceas, etc. 
Reptilario
Para esa época en España las serpientes eran los animales más aborrecidos, por lo que les causó gran sorpresa que allí se mantengan en cautividad numerosas especies de estos reptiles, los que incluso se reproducían. Algunos de los recintos tenían forma de tinajas o cántaros grandes. Entre las especies que se nombran destacan las serpientes de cascabel. Se mantenían también boas, cocodrilos, sapos y ranas.
Zoo humano
Un sector era destinado como zoológico humano, para mantener a "rarezas humanas", jorobados, albinos, enanos, deformados, etc. 

### Destrucción
Cortés fue el que puso fin a este zoológico el 13 de agosto de 1521, al mismo tiempo que destruyó la ciudad de Tenochtitlan, tal como el mismo lo describió en su Tercera Carta de Relación enviada al rey Carlos I:

«"… Viendo que estos de la ciudad estaban rebeldes y mostraban tanta determinación de morir o defenderse ... Y porque lo sintiese más, este día quise poner fuego a estas casas grandes de la plaza, donde la otra vez que nos echaron de la ciudad, los españoles y yo estamos aposentados; que eran tan grandes, que un príncipe con más de seiscientas personas de su casa y servicio se podían aposentar en ellas; y otras que estaban junto a ellas, que aunque algo menores eran muy frescas y gentiles y tenía en ellas Moctezuma todos los linajes de aves que en estas partes había; y aunque a mí me peso mucho de ello, porque a ellos les pesaba mucho más, determine de las quemar…"».